# Incaspiza laeta
El incaspiza bigotudo, fringilo–inca de frenillo anteado o semillero inca de cara franjeada  (Incaspiza laeta) es una especie de ave paseriforme de la familia Thraupidae (anteriormente situado en Emberizidae), perteneciente al género Incaspiza. Es endémico de Perú. 

## Distribución y hábitat
Se distribuye en el noroeste de Perú, en el valle del alto río Marañón (desde el sur de Cajamarca y sur de Amazonas, hasta el norte de Áncash y este de La Libertad.
Esta especie es considerada bastante común en sus hábitats naturales: los bosques caducifolios abiertos y secos y los matorrales espinosos montanos, con cactus columnares y rocas, principalmente entre 1100 y 2750 m de altitud.

## Sistemática

### Descripción original
La especie I. laeta fue descrita por primera vez por el zoólogo británico Osbert Salvin en 1895 bajo el nombre científico Haemophila laeta; su localidad tipo es: «Cajabamba, Cajamarca, Perú».

### Etimología
El nombre genérico femenino Incaspiza es una combinación de Incas, la civilización nativa de Perú, y de la palabra del griego «σπιζα spiza» que es el nombre común del pinzón vulgar; y el nombre de la especie «laeta» proviene del latín  «laetus» y significa «brillante, animado».

### Taxonomía
Es monotípica. 